# 武蔵野栄養専門学校
武蔵野栄養専門学校（むさしのえいようせんもんがっこう）は、東京都豊島区南池袋3-12-5にある専門学校。1970年4月設立。設置者は学校法人後藤学園。

## 設置学科
- 栄養科

## 取得可能資格・取得目標資格
- 栄養士
- NR・サプリメントアドバイザー
- 介護職員初任者研修
- フードアナリスト4級
- 食育栄養インストラクター

## 所在地
東京都豊島区南池袋3-12-5

## 交通アクセス
池袋駅東口徒歩5分

## グループ校
- 専門学校武蔵野ファッションカレッジ
- 武蔵野調理師専門学校
- 武蔵丘短期大学